# Brachycorythis pubescens
Brachycorythis pubescens är en orkidéart som beskrevs av William Henry Harvey. Brachycorythis pubescens ingår i släktet Brachycorythis och familjen orkidéer. Inga underarter finns listade i Catalogue of Life.